# Beher
Beher era o deus do mar na era pré-cristã etíope (axumita).
Seu culto está ligado ao de Astar, Mahrem e Midr (ou Meder). Enquanto Astar é associado ao planeta Vênus e Mahrem é um deus da guerra, Meder e Beher seriam divindades ctônicas. Beher, no entanto, também poderia ser um correlato de Posidão, uma vez que seu nome é cognato de bahr, palavra da língua árabe para "mar".